# Xerta
Xerta és una vila i municipi de la comarca del Baix Ebre. Es troba assentada en un pronunciat meandre, a la dreta del riu Ebre, a uns 12 km riu amunt de la ciutat de Tortosa.

## Geografia
- Llista de topònims de Xerta (Muntanyes, serres, collades, indrets, rius, fonts, cases, masies, esglésies, etc.).

El terme municipal comprèn 33,36 km². El riu Ebre fa de línia divisòria amb els municipis de Tivenys i Benifallet, a l'est. A ponent, el terme és accidentat, i allà es troben els darrers contraforts orientals del sistema Ibèric. De tramuntana a migdia, confronta amb el coll del Musó, amb Paüls, els colls d'en Gràcia, les Tosses de Vences i la Tossa (552 m), que el divideix amb Alfara de Carles, a l'oest. Al sud coincideix en un tram amb el barranc de la Conca i després torç en diagonal vers el nord, per la dreta i a prop del barranc del Llop, amb Aldover. Els principals barrancs que drenen el terme són, de nord a sud, el barranc de Xalamera, el de les Fonts de Paüls, el barranc dels Fornets i el barranc de Xiveli.
Xerta té una bona comunicació amb Tortosa i Móra d'Ebre, a través de la carretera comarcal (C-12) coneguda amb el nom d'Eix de l'Ebre. Des de Xerta surten camins que s'enfilen cap als Ports de Tortosa-Beseit: les Collades de Baró, les Taraioles i el Pedregal Negre que passa pel Molí del Pont. Antigament, tenia connexió ferroviària amb Saragossa per la línia del Val de Zafán, clausurada el setembre de 1973 i actualment reconvertida en via verda (110 km des del Baix Aragó i fins a Tortosa).

## Demografia
| 1497 f | 1515 f | 1553 f | 1717 | 1787 | 1857  | 1877  | 1887  | 1900  | 1910  |
| ------ | ------ | ------ | ---- | ---- | ----- | ----- | ----- | ----- | ----- |
| 64     | 85     | 120    | 370  | -    | 3.444 | 2.976 | 2.470 | 2.773 | 2.745 |

| 1920  | 1930  | 1940  | 1950  | 1960  | 1970  | 1981  | 1990  | 1992  | 1994  |
| ----- | ----- | ----- | ----- | ----- | ----- | ----- | ----- | ----- | ----- |
| 2.374 | 2.121 | 2.115 | 1.837 | 1.537 | 1.421 | 1.318 | 1.249 | 1.252 | 1.252 |

| 1996  | 1998  | 2000  | 2002  | 2004  | 2006  | 2008  | 2010  | 2012  | 2014  |
| ----- | ----- | ----- | ----- | ----- | ----- | ----- | ----- | ----- | ----- |
| 1.216 | 1.218 | 1.225 | 1.212 | 1.244 | 1.278 | 1.314 | 1.304 | 1.277 | 1.250 |

| 2016  | 2018  | 2020  | 2022  | 2024  | 2026 | 2028 | 2030 | 2032 | 2034 |
| ----- | ----- | ----- | ----- | ----- | ---- | ---- | ---- | ---- | ---- |
| 1.190 | 1.170 | 1.154 | 1.150 | 1.156 | -    | -    | -    | -    | -    |

## Història

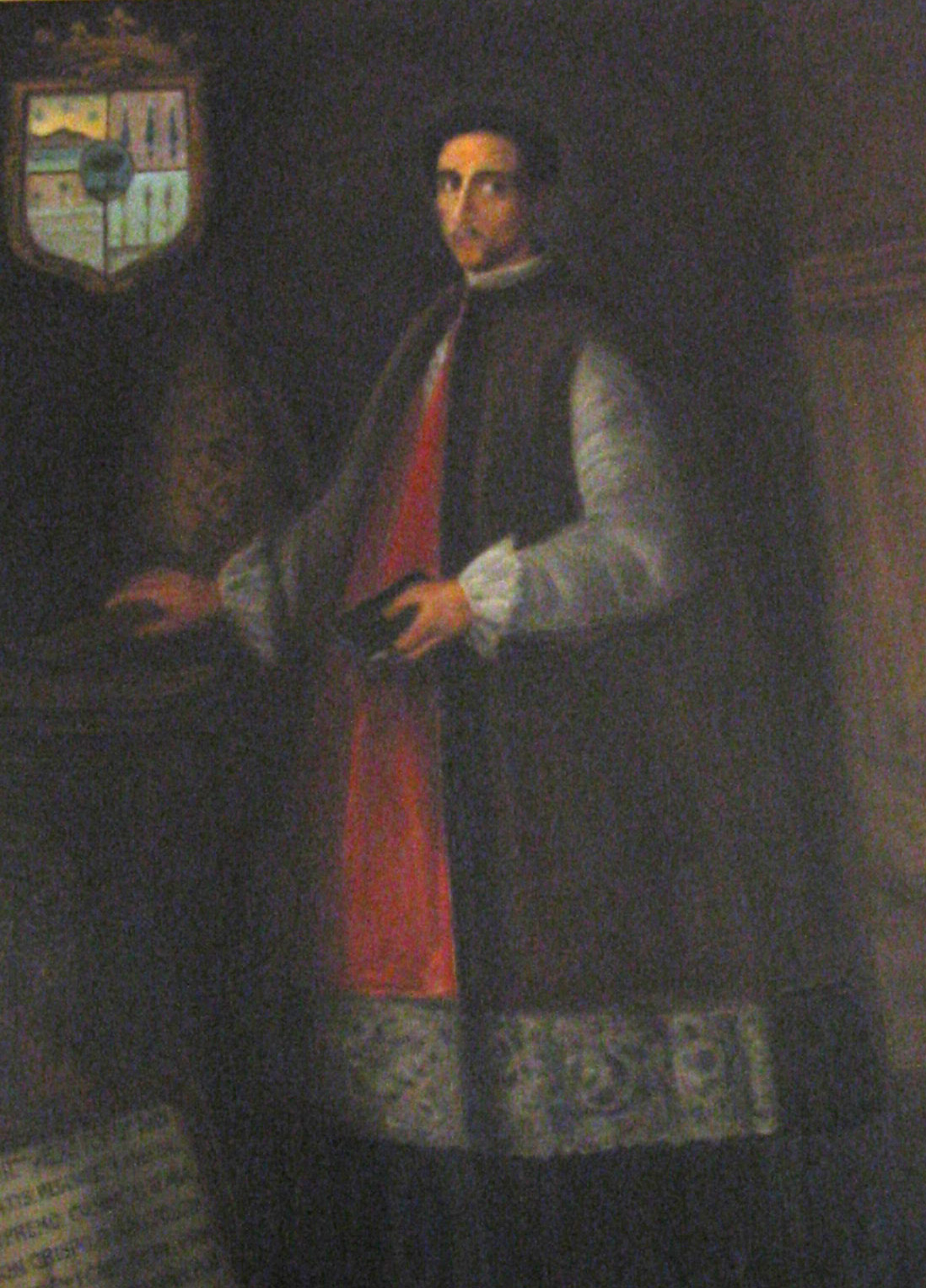
El Bisbe Joan Sentís, personatge clau en la segregació de Xerta.

L'antic nom del poble era Osikerda, el qual segons els historiadors, pertany a la família dels noms de la Bètica, els primitius habitants de la qual eren els ilercavons. Segons algun descobriment arqueològic aquesta era en una partida anomenada actualment els Arenalets, al nord de l'actual nucli urbà. El nom d'Osikerda ha inspirat diverses hipòtesis, una la relaciona amb l'antiga ciutat romana d'Osicerda, que encunyava moneda i que no se sap exactament on era, es creu que a la part dreta de l'Ebre, entre Catalunya i Aragó. Joan Coromines no accepta aquesta hipotesí.
També existeix informació que durant les excavacions per a la construcció del canal de la Dreta de l'Ebre, a mitjan segle xix, van aparèixer jaciments arqueològics d'una granja iberoromana, però, com que l'obra tenia pressa i els constructors no estaven disposats a paralitzar-la, la major part de les restes van ser llençades al riu per les màquines excavadores. L'únic que se'n va conservar van ser insignificants fragments i uns quants esbossos que actualment es conserven al museu de Tortosa, però la majoria van desaparèixer durant la Guerra Civil espanyola.
Amb tot, és molt probable que en l'època romana hi havia una vil·la què, amb el domini dels àrabs, va esdevenir una granja comunal anomenada Ossera, dedicada a l'agricultura i administrada pel taifa tortosí.
Durant l'edat mitjana, Xerta fou conquerida, juntament amb Tortosa, per Ramon Berenguer IV. Concretament, la trobem documentada a la carta de franqueses que el comte va atorgar als jueus l'any 1149.
Durant la Guerra Civil Catalana (1462-1472) Tortosa i tots els pobles i pedanies de la vegueria, inclòs Xerta, es van posar en contra del rei Joan II d'Aragó. En conseqüència, Xerta va ser saquejada a principi de l'any 1463 per les tropes de l'Orde de Montesa, un orde de cavallers catòlics vinguda de València que va venir a Catalunya a lluitar en favor de Joan II.
Fins a l'any 1625, el poble encara depenia de Tortosa a efectes d'impostos. Després d'una sèrie de plets a la cort Reial amb aquesta ciutat, Xerta va esdevenir per reial decret una vila independent el 1628. En aquest conflicte va destacar el paper del bisbe de Barcelona Joan Sentís i Sunyer, fill natal de Xerta que arribà a ser virrei de Catalunya entre 1622 i 1626, en defensa de les aspiracions del seu poble.
La vila va patir amb molta intensitat les conseqüències de la guerra dels Segadors (1640- 1652), i va ser saquejada en diverses ocasions. Aquests fets es varen repetir dos segles més tard, a la guerra del Francès (1808- 1814). Durant aquest últim enfrontament, les tropes franceses destruïren la històrica ermita de Sant Martí, que era al pla de Sant Martí. La situació estratègica a la vora de l'Ebre, és la principal causa dels continus saquejos que ha patit la població durant els diversos conflictes històrics.
En la Primera Guerra Carlina, al juny del 1837, s'havien fet forts a la població els carlins de Ramon Cabrera. Foragitades pel liberal Borso, les forces de Cabrera reocuparen la vila. El 1840 aquest militar carlí hi celebrà una junta amb els seus oficials, per mirar de prolongar la resistència.
A mitjan segle xix, però, la vila posseïa diferents recursos. Hi havia, segons Madoz, dos hostals i un forn de pa; diversos molins fariners (segons el cens del 1860 eren el Molí de l'Assut, el de Baix, el de Dalt, el de Joana i el del Mig), i dues adoberies. També hi havia, així mateix, una bassa per a la fabricació de cànem i un forn de guix. Les plantacions d'oliveres, garrofers, tarongers i altres fruiters eren importants, però el camp produïa també blat, ordi, blat de moro, cànem, vi, oli, llegums i fruites de tota mena; es criava bestiar de llana i caprí; hi havia poca caça i força pesca de sabogues, llamprees i altres peixos de riu. Com a indústria, funcionaven els dits molins i factories, i hi havia navegació i traginers per l'Ebre. Les manufactures de la vila i fruits sobrants s'exportaven.
A final del segle xix i principi del xx, van existir dues societats que s'encarregaven d'organitzar diferents actuacions per als seus associats i poble en general, és el cas del Círculo Xertense, anomenat popularment «casino dels rics», vinculat als propietaris que formaven part de les classes benestants i, en contraposició, el Centre Obrer Xertenc, fundat el 1915 per a formar i ajudar a la classe treballadora de la vila. Les dues societats van desaparèixer a la fi la guerra civil. El desenllaç del Centre Obrer fou força dramàtic, ja que el local va ser cremat durant el conflicte i, posteriorment, confiscat pel comitè de la Falange Española de las JONS.
Xerta té tota l'abundància de l'aigua de l'Ebre, que ha inundat periòdicament les hortes i les ha fecundades amb els seus llims, però, encara que sembli una paradoxa, l'horta de Xerta és regada per l'aigua que corre des de la muntanya i es canalitza per les séquies que travessen el poble i es distribueixen a dojo pels horts. Els sarraïns foren els primers que canalitzaren l'aigua de les Fonts dels Ullals. Varen construir una séquia per conduir les aigües des d'aquest lloc fins al poble, i al voltant d'aquesta, a partir del segle xv, van sorgir diferents molins que aprofitaven la força de l'aigua per a moldre farina i regalèssia, com és el cas dels tres molins escalonats (el molí de Dalt datat de l'any 1600, el del Mig i, el de Baix del segle xv) que van ser propietat de la destacada familia Oliver de Boteller fins a principi del segle xix. A partir de l'any 1918 es va instal·lar fins i tot, una central hidroelèctrica que amb part de l'aigua de la séquia generava energia elèctrica per als municipis de Xerta i Aldover.
En el plet sostingut entre Xerta i Paüls sobre el dret de Xerta a fer servir les aigües de les Fonts, el rei Pere III el Cerimoniós donà sentència favorable a Xerta atorgant un Reial Privilegi l'any 1383. El motiu era perquè l'ús venia des de temps immemorials. Aquesta aigua rega unes 172 hectàrees de terra, dividida en Horta de Dalt i Horta de Baix. El conreu principal és el taronger, arbre que és representat simbòlicament en l'escut de Xerta.
El principal conreu de secà és l'olivera, amb unes 1.235 hectàrees, els garrofers amb 380 ha i els ametllers amb 21 ha. Endemés, té 679 ha de garriga, 444 ha de pasturatges i actualment s'han deixat de conrear els cereals per no ser rendibles. Algunes terres de secà han quedat ermes, conseqüència lògica del desplaçament del treball del camp a la indústria i els serveis.
El 1938, en plena Guerra Civil espanyola, Xerta, llavors controlada pels franquistes, va veure com l'Exèrcit Popular travessava l'Ebre i s'apoderava sense gaires dificultats d'aquesta localitat, ampliant així les zones en mans republicanes.
El 7 de juliol de 2025 es declara l'incendi forestal de Paüls a les 12:28 que, tot i tenir el seu inici a la zona de la Vall d'Infern (Paüls), el mateix dia després de migdia ja creuava els Plans de Rambla i es va dirigir cap a la oblació de Xerta. Degut a la forta empemta del vent, el foc arribà fins les portes del poble el mateix dia 7 de juliol, als voltants de les 10 de la nit. El perímetre d'aquest incendi, de gran magnitud, afectà més del 50% del terme municipal de Xerta.

## Llocs d'interès

### L'Assut

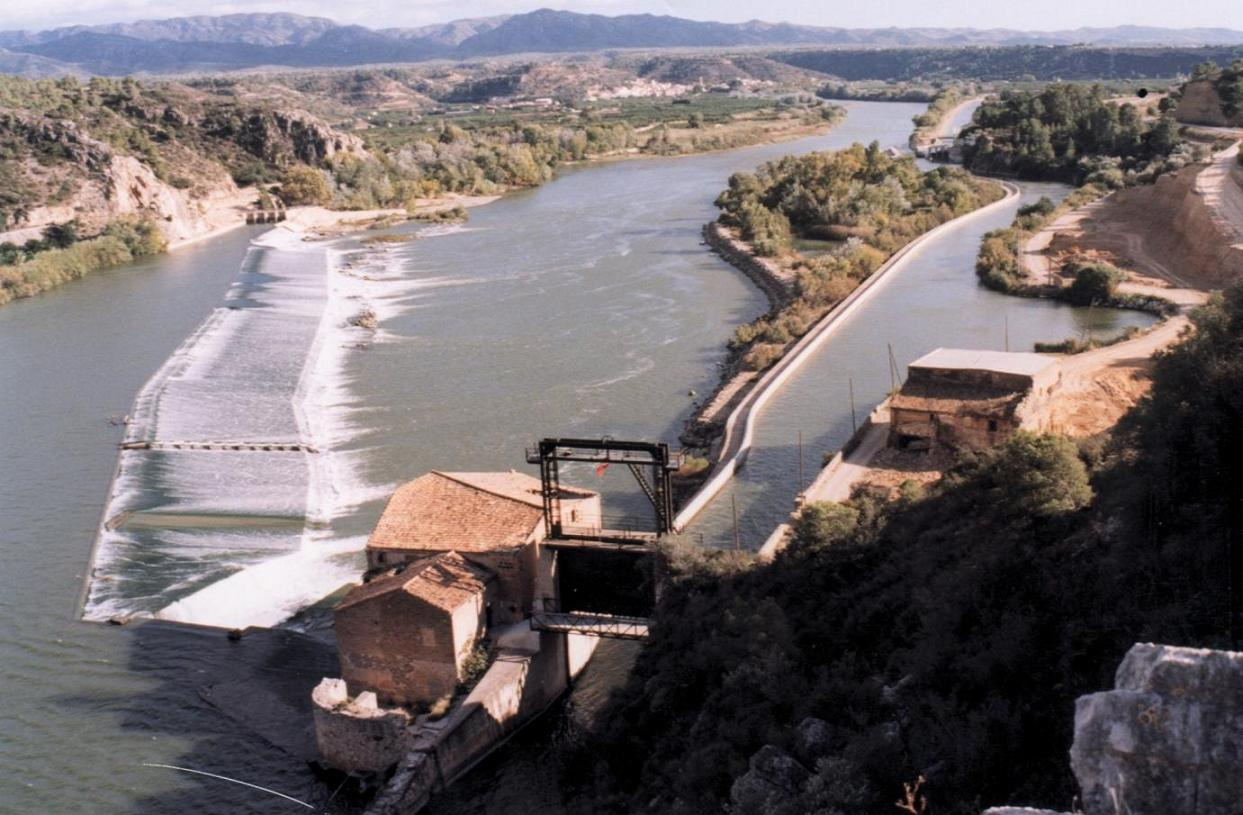
L'Assut de Xerta

L'Assut de Xerta és un monument important d'enginyeria hidràulica declarat bé cultural d'interès nacional en la categoria de Monument Històric per la Generalitat de Catalunya l'any 2002. Està situat a tres quilòmetres riu amunt de la vila. Es tracta d'una presa construïda en diagonal de banda a banda del riu Ebre al llarg d'uns 375 metres. Serveix per a desviar l'aigua cap als canals de la Dreta i de l'Esquerra de l'Ebre.
Hi ha qui fixa els primers intents de desviar l'aigua de l'Ebre en plena dominació islàmica, que la iniciativa fou continuada a mitjan segle xii i que no es consolidà fins al 1411, sota la direcció del morisc Mussà Alamí.
A partir del 1440 se'n té notícia més certa. Encara que ja inicialment es preveia que servís per a treure aigua de l'Ebre per dos canals, això no s'aconseguí fins quatre-cents anys després. Durant aquest temps l'assut només serví per a moure uns molins fariners situats al costat de Xerta i al de Tivenys. Tot i això, en aquests segles va esdevenir un important centre econòmic controlat per la ciutat de Tortosa.
El canal de la Dreta fou inaugurat el 1857 i requerí una primera regularització i elevació de la cresta de l'Assut mentre que el de l'esquerra s'inaugura l'any 1912. Fou llavors, a mitjan segle xix, quan se li donà la imatge que té actualment, amb la intervenció que realitzà el senyor Jules Carballo, el qual treballava per a la Real Compañia de Canalización y Riegos del Ebro. El 1855-57, a l'inici del canal de la dreta es va construir una resclosa per facilitar la navegació fluvial, principalment de mercaderies. Aquesta és la mateixa resclosa que es fa servir actualment per a la navegació turística. Cal esmentar entre les mercaderies transportades per l'Ebre, els rais carregats de fusta que baixaven des dels Pirineus fins a les serreries de Tortosa o els llaguts carregats de pòrtland i guix provinents de les fàbriques de ciment de l'Assut.
Al marge dret destaca l'important molí fariner de Regolf, d'època renaixentista, que fou construït per la ciutat de Tortosa l'any 1575. És de les poques construccions industrials renaixentistes conservades a Catalunya. A principi del segle xx s'hi instal·là una fàbrica d'electricitat en aquest molí, que va ser modernitzada l'any 1918. Pràcticament només subministrava electricitat a Xerta i Aldover.
En els últims anys s'hi va instal·lar una central hidroelèctrica que va provocar un fort impacte visual a tot l'entorn de l'Assut. La companyia concessionària de l'aprofitament elèctric, la comunitat de Regants de l'esquerra i el Ministeri de Medi Ambient van interposar recurs contenciós administratiu contra la primera decisió del Govern de la Generalitat de declarar l'Assut bé cultural d'interès nacional el 1995. La sala del Contenciós Administratiu del Tribunal Superior de Justícia de Catalunya va deixar-ne la declaració sense efecte. L'any 2008 es va construir vora l'assut el punt de captació d'aigües per al canal de reg Xerta-Sénia i una torre d'equilibri de 50 metres d'alçada.

### L'església de l'Assumpció i Sant Martí

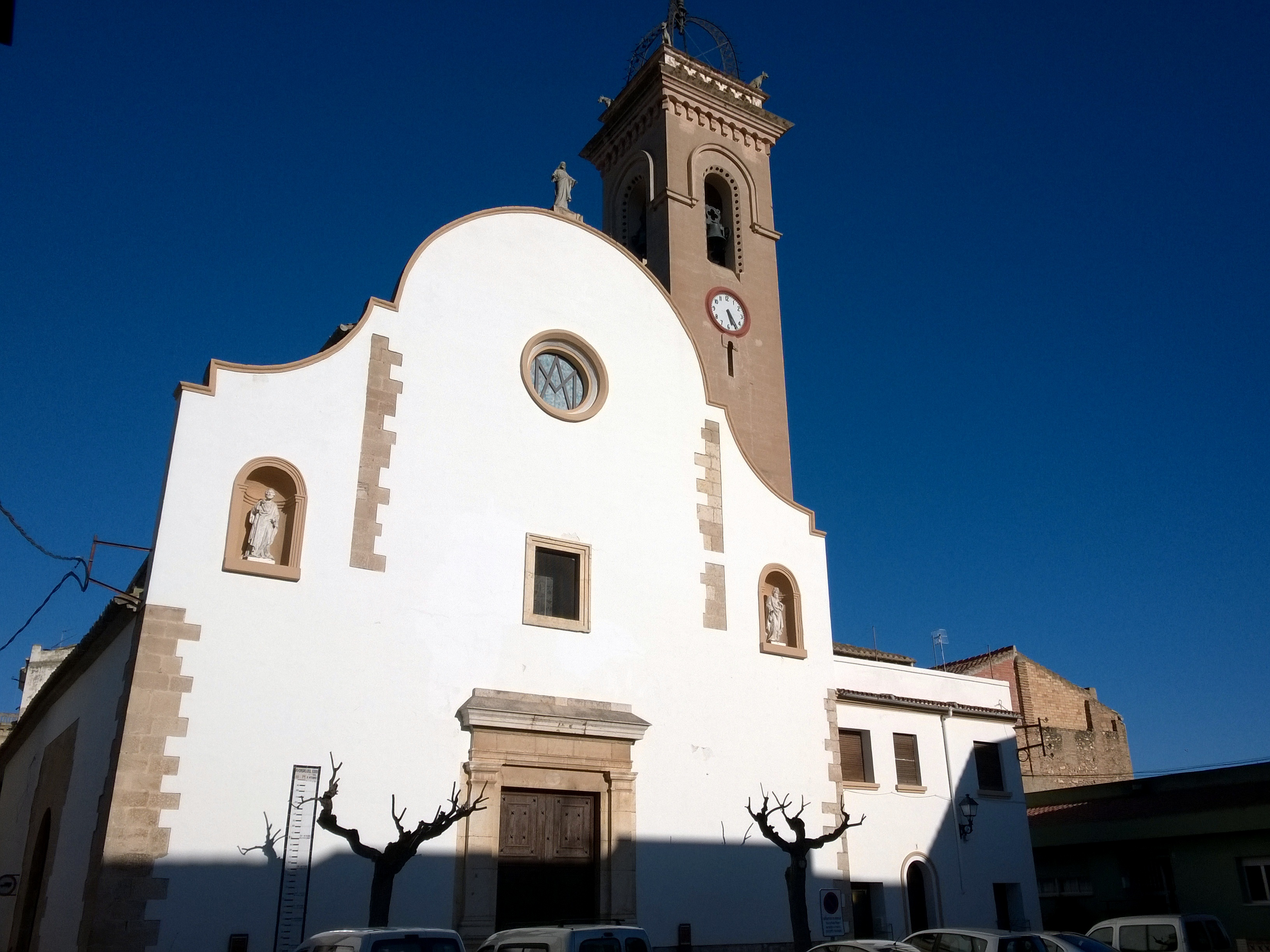
L'església de l'Assumpció

El primer temple va ser fundat l'any 1325 quan la parròquia de Xerta es va emancipar del Castell de Paüls. L'edifici actual però, es va començar a construir com una ampliació de la primitiva església l'any 1580 i s'acabà el 1690, segons indiquen unes inscripcions de la façana lateral que dona al carrer de Santa Anna. El bisbe de Barcelona Joan Sentís va consagrar el temple l'any 1628. La façana principal que dona a la Plaça Major va ser reconstruïda l'any 1858 i conté elements clàssics renaixentistes, amb dues fornícules simètriques que guarden les estàtues dels sants Pere i Pau; al centre hi ha un finestral quadrat de pedra i sobre d'aquest un altre circular. La part superior de la façana està coronada per una escultura. L'interior consta de dos cossos, la nau central amb vuit capelles laterals (dues donen pas al segon cos) i la capella del santíssim, un petita esglesiola amb un important cimbori. En aquesta capella es creu que hi ha hagut la primitiva construcció. A la nau central hi trobem l'altar major, dedicat a la Mare de Déu de l'Assumpció, imatge que figura al centre del retaule principal. La coberta està formada per voltes de creuer unides amb claus decorades, en una hi apareix l'escut de la vila, el taronger. Dalt de la porta principal hi ha el cor, on abans de la guerra civil hi havia un magnífic òrgan de tubs. També durant la guerra del 1936 va ser despullada de tots els altars que tenia d'un gran valor artístic. A l'esquerra de la nau central destaca la capella de Sant Martí, amb un altar amb el sant muntat a cavall i al fons una pintura al fresc, feta el 1981 per Pere Falcó, que representa, entre altres temes, la «riuada gran» de l'any 1787.
El campanar actual d'estil neoromànic i coronat amb quatre escultures de gossos, una a cada cantó i un parallamps modernista, fou reconstruït l'any 1910 amb la contribució del xertolí absent Fernando Martí. L'anterior construcció datava del segle xvi.
A la façana principal de l'església destaca el limograf de rajoles que senyala les riuades més importants que ha patit la població, la més forta arribà a superar els 10 metres i va succeir l'any 1787.

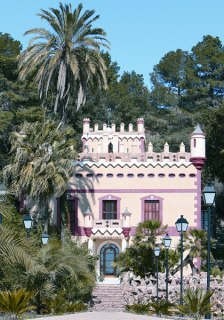
La Torre del millonari, actualment hotel Villa Retiro.

### Cases senyorials
Al carrer Major es conserven restes arquitectòniques i les portalades de la casa i la capella del bisbe Sentís dels segles xvi -xvii.
La burgesia del poble també va deixar uns edificis dignes d'admirar, amb elements típics de l'època. Els més ben conservats són casa Ravanals, casa Ceremines, casa Navarro i casa Pau, datades dels segles xvii i xviii. Fora del nucli urbà hi ha la Villa Retiro del 1890, coneguda popularment com «la Torre del millonari», edifici d'estil modernista-colonial, encarregat construir pel comerciant xertolí Jaime Martí i Tomàs, que es va enriquir exportant productes a Sud-amèrica. L'obra data de la darreria del segle xix i l'arquitecte fou Josep Fontserè i Mestre, mestre de Gaudí. Actualment és un hotel de cinc estrelles.

### Els molins
Al llarg de la séquia que condueix l'aigua dels ullals de les Fonts de Paüls a la vila van anar sorgint, en el pas dels segles, diferents molins que aprofitaven la força de l'aigua per a moldre farina i regalèssia, els més importants foren els que formaven part de l'anomenada fàbrica dels tres molins escalonats, ubicats a l'últim tram de la séquia de les Fonts:
El molí de Dalt, construït el 1600, important pel seu entorn, que es troba annex a la bassa de Dalt, construcció d'època medieval.
El molí del Mig, construït a principis de segle xviii. Actualment es troba en ruïnes.
El molí de Baix, l'edifici principal data del segle xv i és d'estil gòtic, el qual conserva nombrosos elements arquitectònics de l'època com és el cas de l'arc apuntat. També és força important un edifici annex a finals del segle xix.

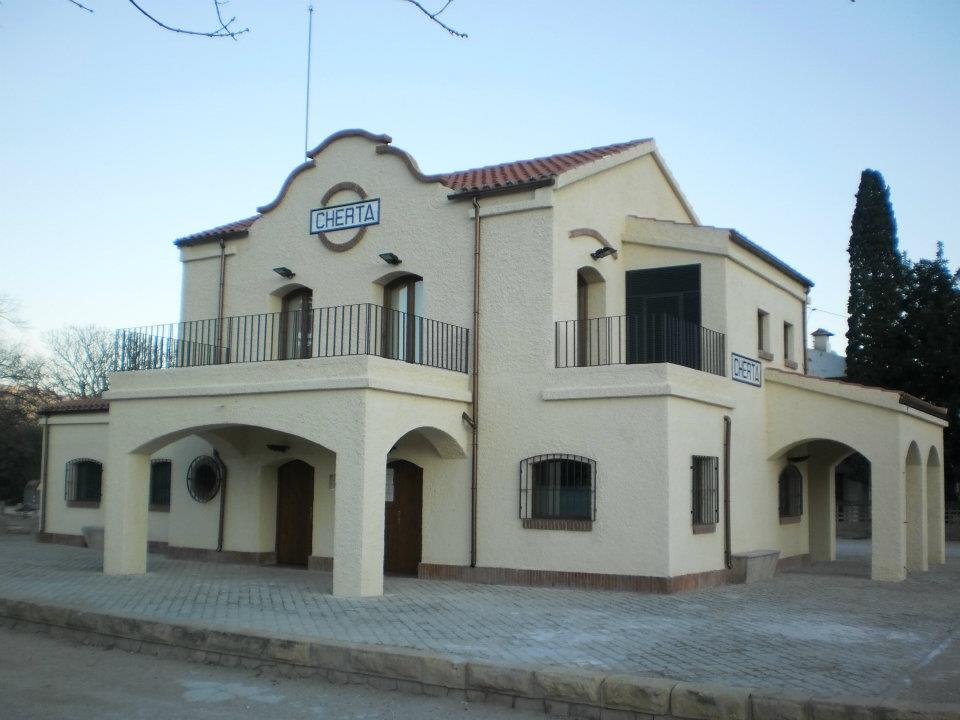
Antiga Estació de Xerta, actual Centre d'Interpretació

### Museus
- Museu d'Eines de la Pagesia de Xerta.[5]
- Centre d'interpretació de Xerta. Ubicat al restaurat edifici de l'antiga estació del ferrocarril de la Val de Zafán. Tracta principalment l'evolució de Xerta i els usos de l'aigua.

### Trinxeres del barranc dels Fornets
Les trinxeres del barranc dels Fornets formen un sistema tancat de fortificació que envolta un turonet situat al tram final d'un camí, amb un disseny que està pensat per controlar i defensar aquest camí natural, que uneix l'Ebre amb les terres més altes de l'interior.
El complex presenta l'entrada pel nord-est (costat contrari al riu), en forma de corredor amb una llargada conservada de poc més de 4 metres i una amplada inferior a 1 metre.
La trinxera que ressegueix el perímetre del tossal, té una profunditat que oscil·la entre els 60 i els 150 cm, si bé en la major part dels trams presenta una alçada constant de 110 cm, té una amplada de 60 a 70 cm.
Tenia fins a onze pous de tirador i buscava defensar el riu com a línia de front, quan el bàndol nacional va ocupar la riba dreta de l'Ebre. I fins fa poc no se sabia quin bàndol l'havia construït, i en realitzar l'excavació arqueològica es va descobrir que la van construir els voluntaris italians.
L'any 2017, l'Ajuntament de Xerta va recuperar la trinxera del barranc dels Fornets, en el projecte per posar en valor el patrimoni de la Guerra Civil i recuperar la memòria històrica del municipi. Compta amb la senyalització de l'espai i cartells informatius. Situades al costat de la Via Verda del Baix Ebre.

## Gastronomia

### Plats
- Arròs de plana
- Freginat
- Baldanes
- La fogasseta (entrepà tradicional que es menja el dijous gras)

### Dolços
- Els famosos Torrons de Xerta.
- Ametllats
- Casquetes (les tradicionals són de cabell d'àngel)
- Coquetes de seigí.
- Coca de massana.
- Coc dorat.

## Ciutats agermanades
Xerta manté una relació d'agermanament amb:
- Coronel Charlone (Argentina), 2008.

## Política
| Candidatura | Candidatura                   | Cap de llista             | Vots | Regidors | % vots |
| ----------- | ----------------------------- | ------------------------- | ---- | -------- | ------ |
|             | Més per Xerta-Acord Municipal | Roger Aviñó Martí         | 413  | 6        | 58.9%  |
|             | Convergència i Unió           | Lluís Espinach Pegueroles | 261  | 3        | 37.2%  |
|             | En blanc                      |                           | 27   |          | 3.85%  |
|             | Nul                           |                           | 33   |          | 4.50%  |
| Total       | Total                         | 832                       | 832  | 9        |        |

Xerta forma part de l'Associació de Municipis per la Independència

## Personatges il·lustres (xertolins)
- Joan Sentís i Sunyer (Xerta, 1561 - Barcelona, 1632): bisbe de Barcelona i lloctinent de Catalunya.
- Antoni Añón i Cortiella (Xerta, 1825 - 1919): apotecari il·lustrat de la Renaixença.
- Fernando Martí Tomàs (Xerta, 1851 - Buenos Aires, 1925): empresari i comerciant, fundador de la localitat de Coronel Charlone (Argentina).
- Enriqueta Ferrús i Ribes (Vinebre, 1868-Tortosa, 1922). Va viure tota la seua infància a Xerta, des dels 2 anys. Científica, catalanista, llibretera i iniciadora del feminisme ebrenc. Inventora de la tinta "La Jíbia".
- Dr. Arturo Meyer i Matheu (Xerta, 1903 - 1986): metge i president del Casal Català de Buenos Aires.
- Francesc de Paula Bedós i Arnal (Xerta, 1867 - Sabadell 1927): metge, escriptor i bibliòfil català.
- Francesca Aliern Pons, escriptora de referència a les terres de l'Ebre.
- Carme Forcadell i Lluís (Xerta, 1956): política i activista, ex-presidenta del Parlament de Catalunya, fundadora de la Plataforma per la Llengua, membre de l'executiva i vocal de la junta d'Òmnium de Sabadell i ex-presidenta de l'Assemblea Nacional Catalana.